# Schroevendok

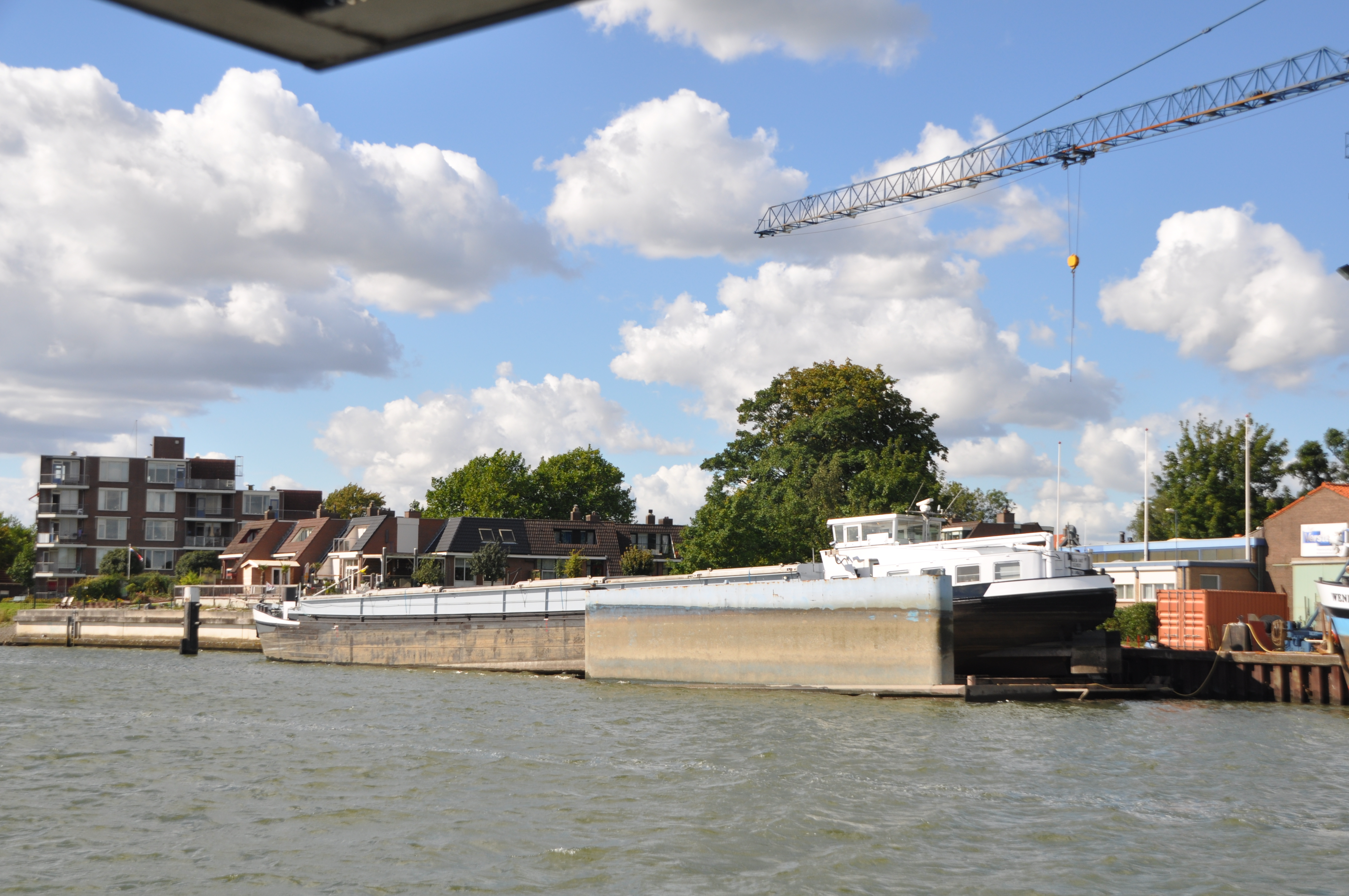
De Marja in een schroevendok aan de Beneden Merwede bij Papendrecht

Een schroevendok is een installatie om aan de schroef, kopschroef of schroefasafdichting van een schip reparaties te kunnen verrichten of inspecties uit te kunnen voeren. Het is een verkorte vorm van een drijvend dok en bestaat ook uit een drijvend platform met aan beide zijden opstaande wanden, dat door middel van ballasten kan worden afgezonken. Het wordt vaak gebruikt bij reparatie van schroefschades of optimalisering van de voortstuwing door een andere, beter aan het gebruik van het schip aangepaste schroef te plaatsen.
De procedure is als volgt: men laat het dok afzinken, het schip wordt met voor- of achterschip boven het dok gepositioneerd en het dok wordt weer leeg gepompt, waardoor het met het deel van schip boven water komt waaraan gewerkt moet worden.

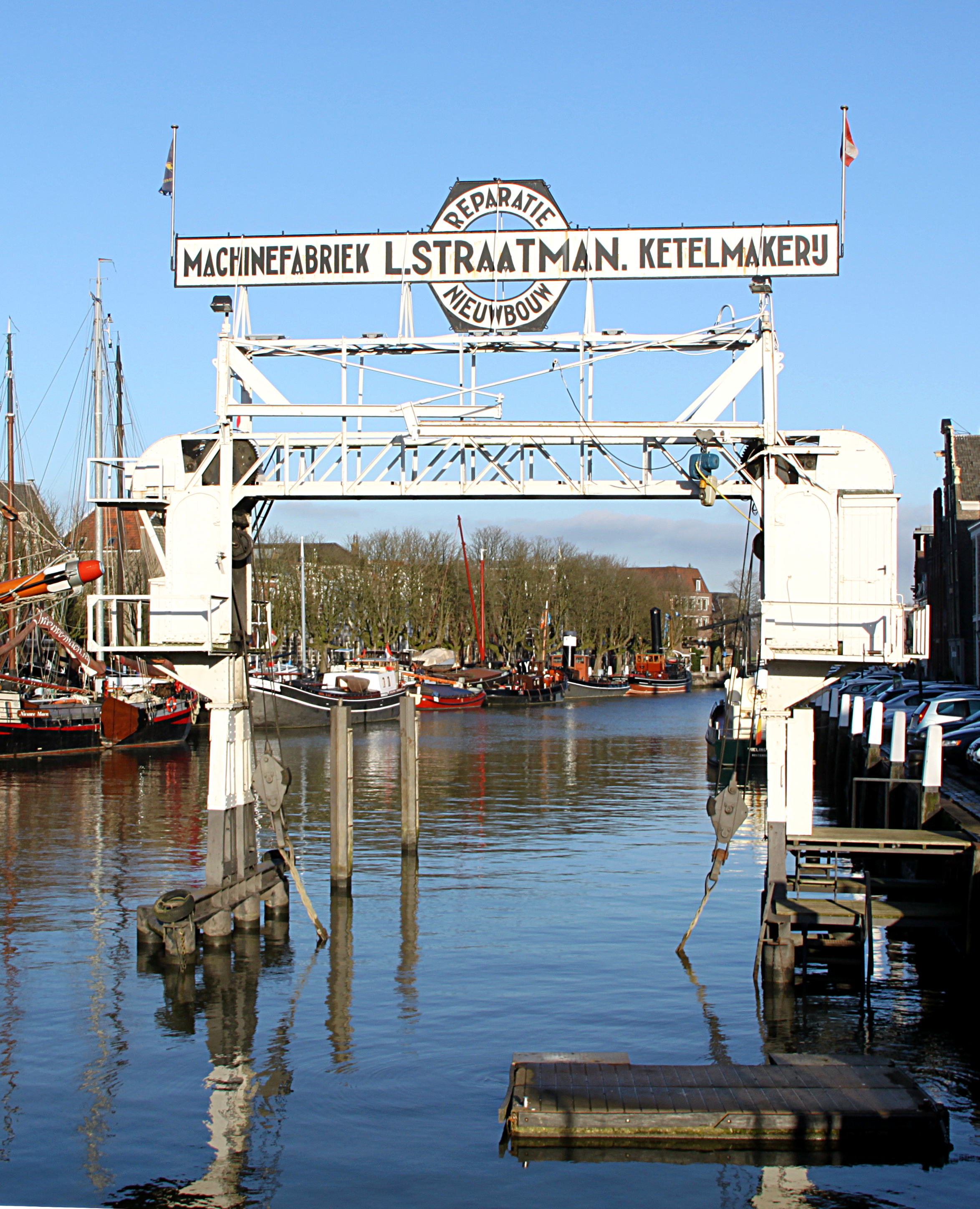
Schroevendok in de Wolwevershaven van Dordrecht (uit 1928)

## Vast schroevendok
Het is ook mogelijk om het schip bij de schroef uit het water te tillen met een hijsinstallatie. Ook voor een dergelijke installatie wordt de term schroevendok gebruikt, alhoewel er geen droge werkruimte gemaakt wordt. 